# Kościół Nawiedzenia Najświętszej Maryi Panny w Woli Gułowskiej
Kościół Nawiedzenia Najświętszej Maryi Panny w Woli Gułowskiej – rzymskokatolicki kościół parafialny i założenie klasztorne, zlokalizowane w centrum wsi Wola Gułowska w województwie lubelskim. Funkcjonuje przy nim karmelicka parafia Nawiedzenia Najświętszej Maryi Panny.

## Historia

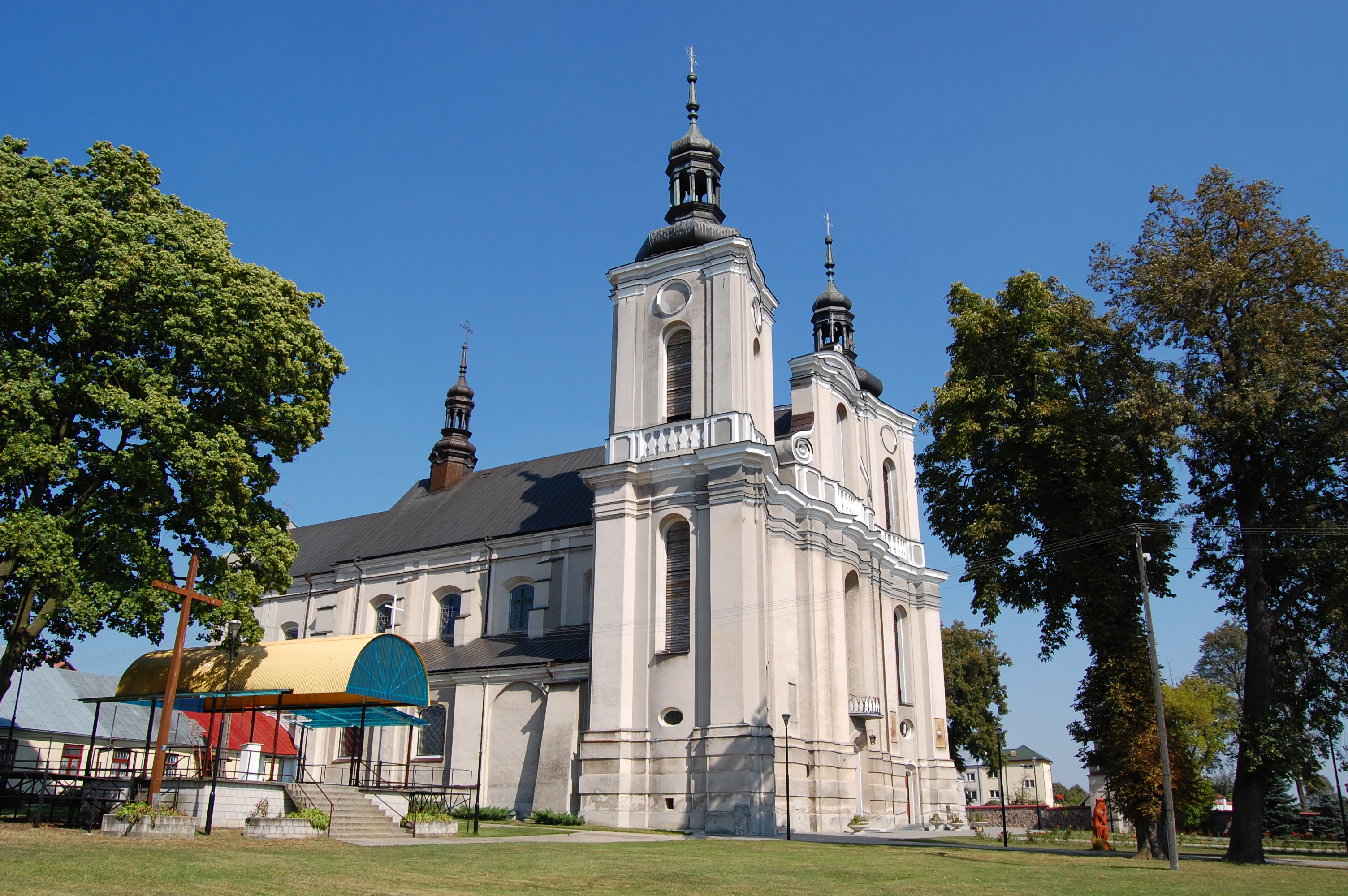
Elewacja zachodnia

Karmelitów do wsi sprowadził w liczbie prawdopodobnie trzech zakonników Ludwik z Krasnego Krasiński, starosta płocki, wraz z braćmi, Stanisławem i Mikołajem, 25 października 1633. Był on fundatorem klasztoru. Pierwsza wzmianka o tym konwencie pochodzi z 1635 (akta kapituły prowincjalnej zakonu). W 1642 zebranie starszyzny zakonnej zaaprobowało ostatnie nadania dla wspólnoty. Utrzymanie klasztoru kontynuował syn Ludwika, Stanisław Krasiński, kustosz poznański i prepozyt kolegiaty św. Michała w Płocku, który testamentem z 1658 zapisał wspólnocie 20.000 złotych. W 1649 odnotowano w Woli Gułowskiej trzech ojców i braci, a w 1655 po czterech. Podczas wojen kozackich i szwedzkich zakon ucierpiał. Zamordowano m.in. ojca Ługowskiego i brata Cyryla Masłka. Tatarzy zamęczyli ojca Konrada Sierpowskiego (prokuratora gułowskiego i lubelskiego), a także zabili ojca Samuela Napierskiego i kleryka Władysława Kamieńskiego. W tych latach trwał jednocześnie spór z proboszczem adamowskim (lokalna parafia) o utracone przezeń dziesięciny.

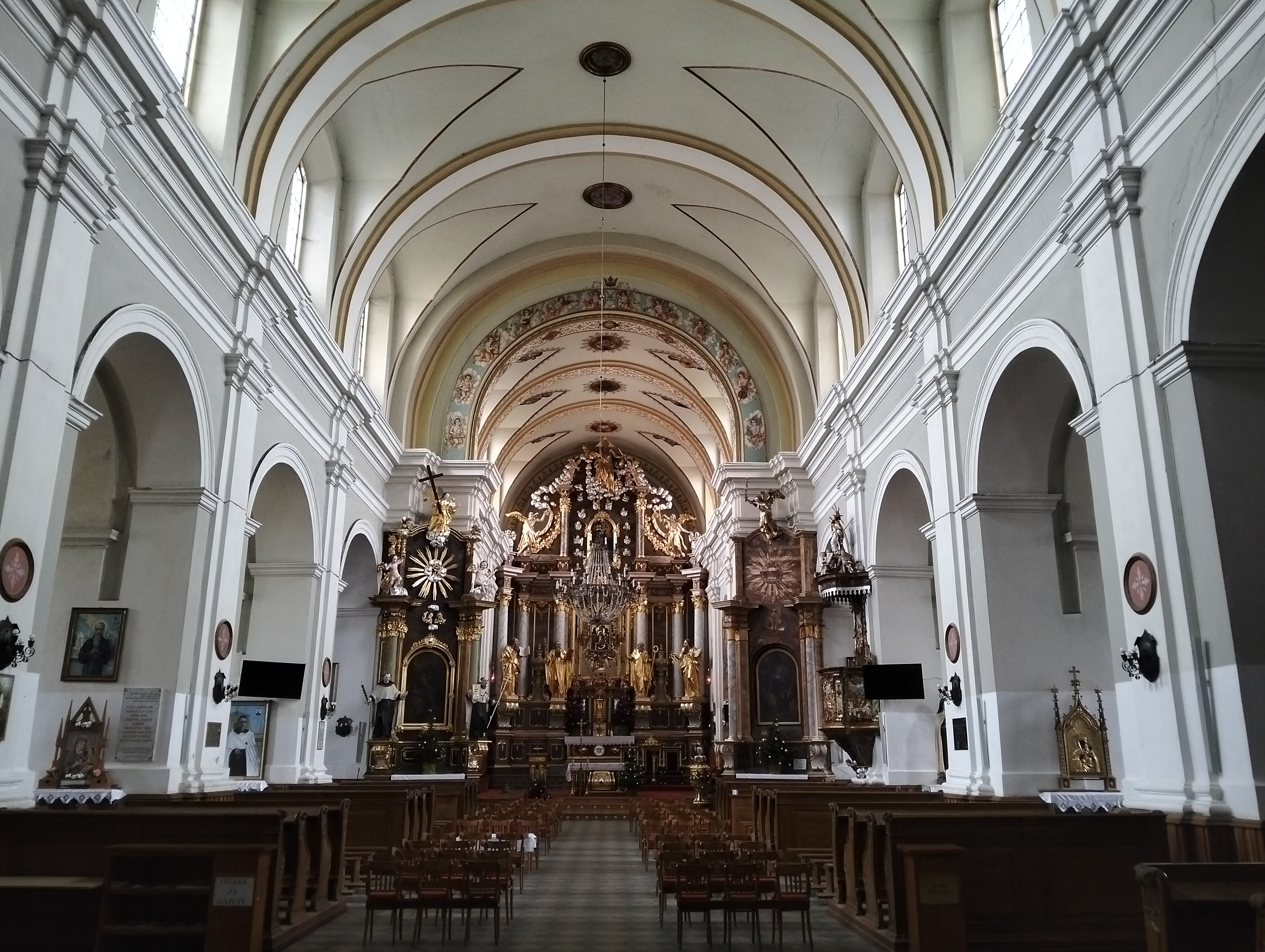
Wnętrze z ołtarzem

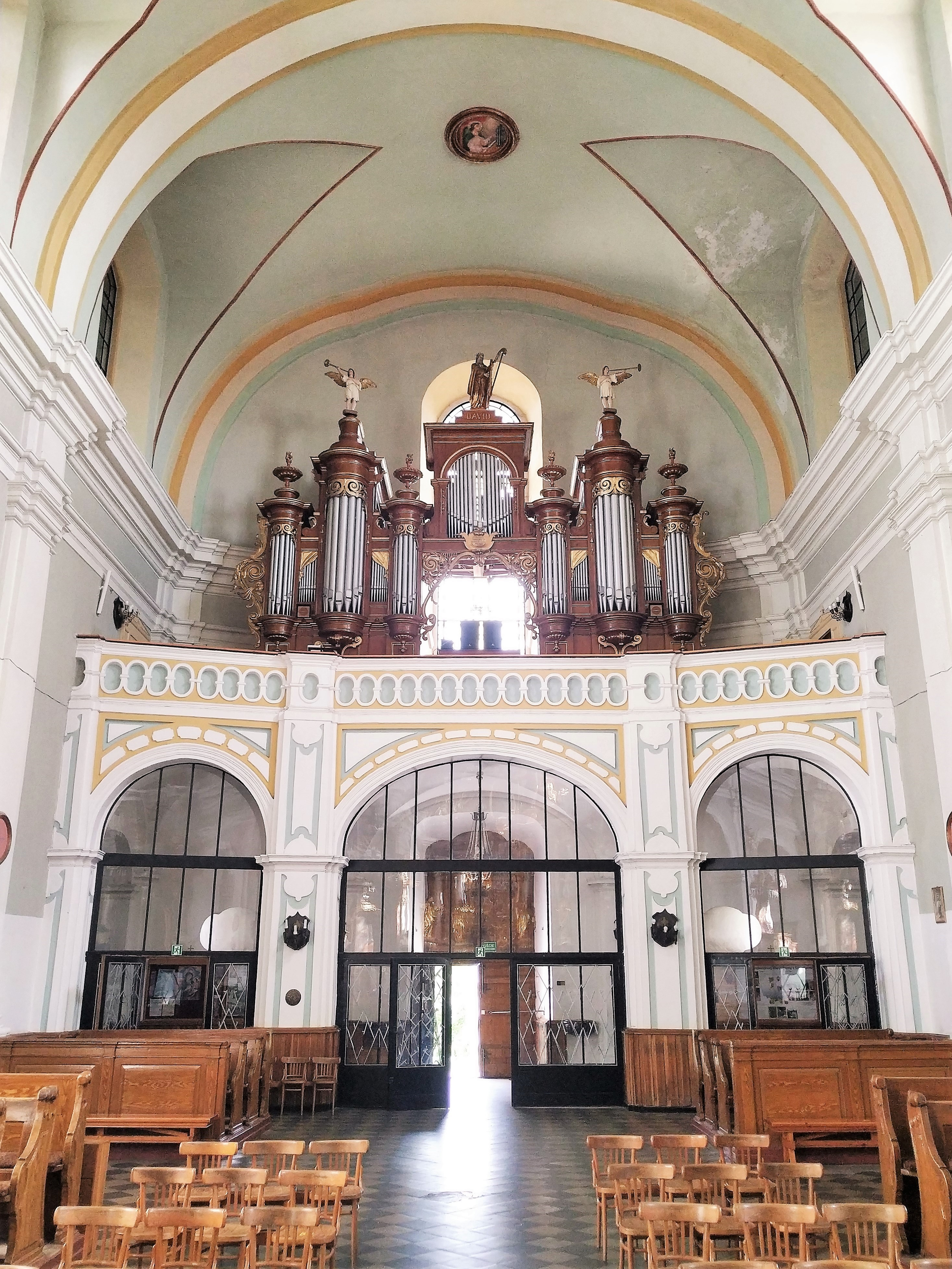
Chór i organy

26 września 1659 biskup Andrzej Trzebicki oficjalnie erygował konwent, liczący wówczas sześciu ojców i trzech braci. W tym samym roku powołano pierwszego formalnego przeora, którym został ojciec Brokard Pastwiński. Dziesięciolecia następne były okresem rozkwitu wspólnoty. Finansowo wspierali konwent Krasińscy, Stoińscy (Mikołaj i Adam Stoińscy byli tu przeorami), Eufrozyna Firlejówna, żona podczaszego lubelskiego, Szymon Rusiecki, właściciel Turzystwa, Anna Zwolińska, Marianna Lasocka, starościna lubelska, Teresa Pieniążkowa, wojewodzina sieradzka, Michał Krasowski, cześnik warszawski, Henryk Firlej i Piotr Rozwadowski, kanonicy krakowscy, Jan Kuropatnicki, kasztelan biecki, Eleonora Ludwika Rzewuska, wojewodzina bełska, czy Ludwik Żebrowski, stolnik i notariusz grodzki stężycki. Majątek klasztorny stał się na tyle znaczny, że kapituła prowincjalna poleciła klasztorowi gułowskiemu w 1661 wspierać konwent lubelski i warszawski.
W 1667 istniał w klasztorze nowicjat. W 1687 ustanowiono studium filozofii z profesorem Bernardem Małkiewiczem. Ojciec Cyryl Rudnicki otrzymał stopień bakałarza i wykładał filozofię moralną (w 1688 został profesorem). Nowicjat ten musiał potem upaść, bo ponownie zakładano go w 1828 i znowu w 1843. W 1833 założono studium gramatyczno-retoryczne, natomiast w 1845 studium teologii dogmatycznej oraz kaznodziejskie. Nowicjat i studium zakończyły swoją działalność w 1864. Od czasu powstania wspólnoty istniała w klasztorze biblioteka, która w 1681 miała na stanie 86 książek.
Za czasów Augusta III Sasa wspólnota przeszła z prowincji małopolskiej karmelitów do wielkopolskiej (w 1824 do warszawskiej). Klasztor był popularnym miejscem pielgrzymkowym, rozwijano tu kult Maryi Bożej Rodzicielki. Propagował go m.in. ojciec Marek Jandołowicz, jeden z duchowych przywódców konfederacji barskiej. Mimo niebezpieczeństwa represji ze strony zaborcy, zakonnicy podjęli obowiązek opieki religijnej nad prześladowaną przez Rosjan ludnością unicką. Podczas powstania listopadowego w klasztorze rezydował sztab armii polskiej z generałem Antonim Jankowskim. Członek konwentu, ojciec Anastazy Jadochowski był w trakcie powstania styczniowego naczelnikiem Baranowicz (w 1864 został aresztowany wraz z przeorem, ojcem Fortunatem Jajko i skazany na katorgę; zmarł w Wołogdzie w 1876). W 1905 na polecenie Rosjan miał zostać zamalowany orzeł polski znad głównego ołtarza, ale tylko zasłonięto go białym papierem i uroczyście odsłonięto po 1918.

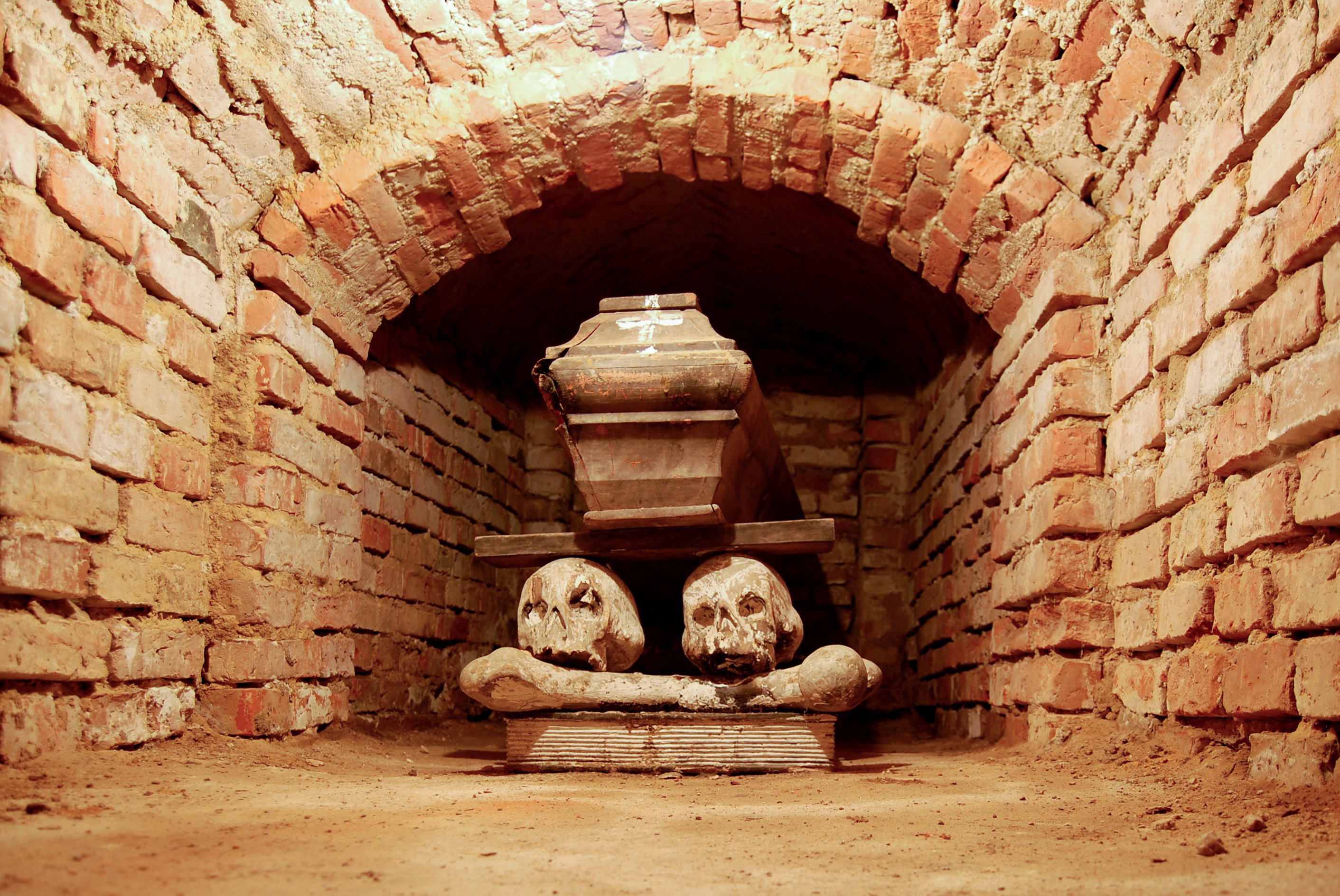
Krypta

Po powstaniu styczniowym carat skasował klasztory w Królestwie Polskim, pozostawiając tzw. klasztory etatowe, gdzie zakonnicy mieli dożywać swoich dni. Dla wspólnoty gułowskiej był to klasztor w Oborach. Dzięki zabiegom biskupa Beniamina Szymańskiego pozostawiono w kościele ojca Ludwika Cierpisza, rektora i kustosza cudownego obrazu Matki Bożej. Ten sam biskup starał się o utworzenie parafii w Woli Gułowskiej, co nastąpiło 11 kwietnia 1869 (pierwszym proboszczem był Roman Branik, a drugim Franciszek Parafiński).
Po odzyskaniu przez Polskę niepodległości biskup Henryk Przeździecki przekreślił decyzję zaborcy i dekretem z 14 stycznia 1924 wprowadził ponownie karmelitów do ich klasztoru. Przekazanie budowli zakonnikom odbyło się 27 kwietnia 1924. Pierwszym przeorem i jednocześnie proboszczem został ojciec Rajmund Goląka, a następnym ojciec Gabriel Wielgus. Podczas okupacji niemieckiej klasztor działał, ale gestapo aresztowało ojca Gierszewskiego, natomiast ojciec Apolinary Roman zmarł podczas epidemii tyfusu.
W latach 80. XX wieku parafia liczyła około 4500 wiernych. Pracowało tam wówczas dwóch ojców i jeden brat.

## Kościół
W 1548 kaplicę we wsi postawił Hieronim Rusiecki. Była ona świątynią filialną ufundowanego przezeń w 1545 kościoła parafialnego w Adamowie. Lokalna legenda podaje, że w 1548 objawiła się w tym miejscu Matka Boża bardzo religijnej Barbarze, domagając się wystawienia w tym miejscu przez dziedzica kaplicy maryjnej.
Obecne założenie kościelno-klasztorne zaczęto prawdopodobnie budować tuż po powołaniu konwentu w 1659. Na wzór budowli krakowskiej kościół miał mieć trzy nawy. Okres wyniszczenia Polski wojnami nie sprzyjał szybkim postępom na budowie. Kościół i kaplicę Męki Pańskiej zbudowano do 1704, jednak dalsze prace ciągnęły się nadal i konsekracji dokonał biskup Jan Kanty Lenczowski w 1782. Świątynia odziedziczyła wezwanie kaplicy, tj. Nawiedzenia Najświętszej Maryi Panny. w 1864 wzniesiono plebanię.
Kościół jest murowaną, trójnawową, orientowaną bazyliką. Jest długi na 65 metrów, szeroki na 30 metrów i wysoki na 15 metrów. Jego powierzchnia wynosi 1206 m², a kubatura 26 532 m³. Nawa główna jest pięcioprzęsłowa, prezbiterium trójprzęsłowe, zamknięte prostopadłą ścianą, węższe od nawy, oddzielone odeń łukiem tęczowym. Prezbiterium i nawę przykrywa sklepienie kolebkowe z lunetami. Nawy boczne, niższe od głównej o ⅓, przykrywa sklepienie krzyżowe. Są one oddzielone od nawy głównej czterema parami arkad półkolistych. Podział pionowy nawy głównej i prezbiterium wyznaczają zdwojone pilastry toskańskie. W prezbiterium znajduje się sześć okien zamkniętych łukiem odcinkowym, a w nawie głównej osiem (w lunetach sklepienia). Do prezbiterium od północy przylega prostokątna przybudówka mieszcząca zakrystię od wschodu i kaplicę Chrystusa Ukrzyżowanego od zachodu. Przy południowej ścianie urządzono zadaszone zejście do krypt. Dekoracja bocznych ścian zewnętrznych jest skromna. W kilku miejscach występują szkarpy. Fasada frontowa (zachodnia) jest dynamiczna, trzyosiowa z drzwiami zamkniętymi łukiem koszowym w cokole. Pomiędzy wieżami fasady znajduje się okno z powojennym witrażem.

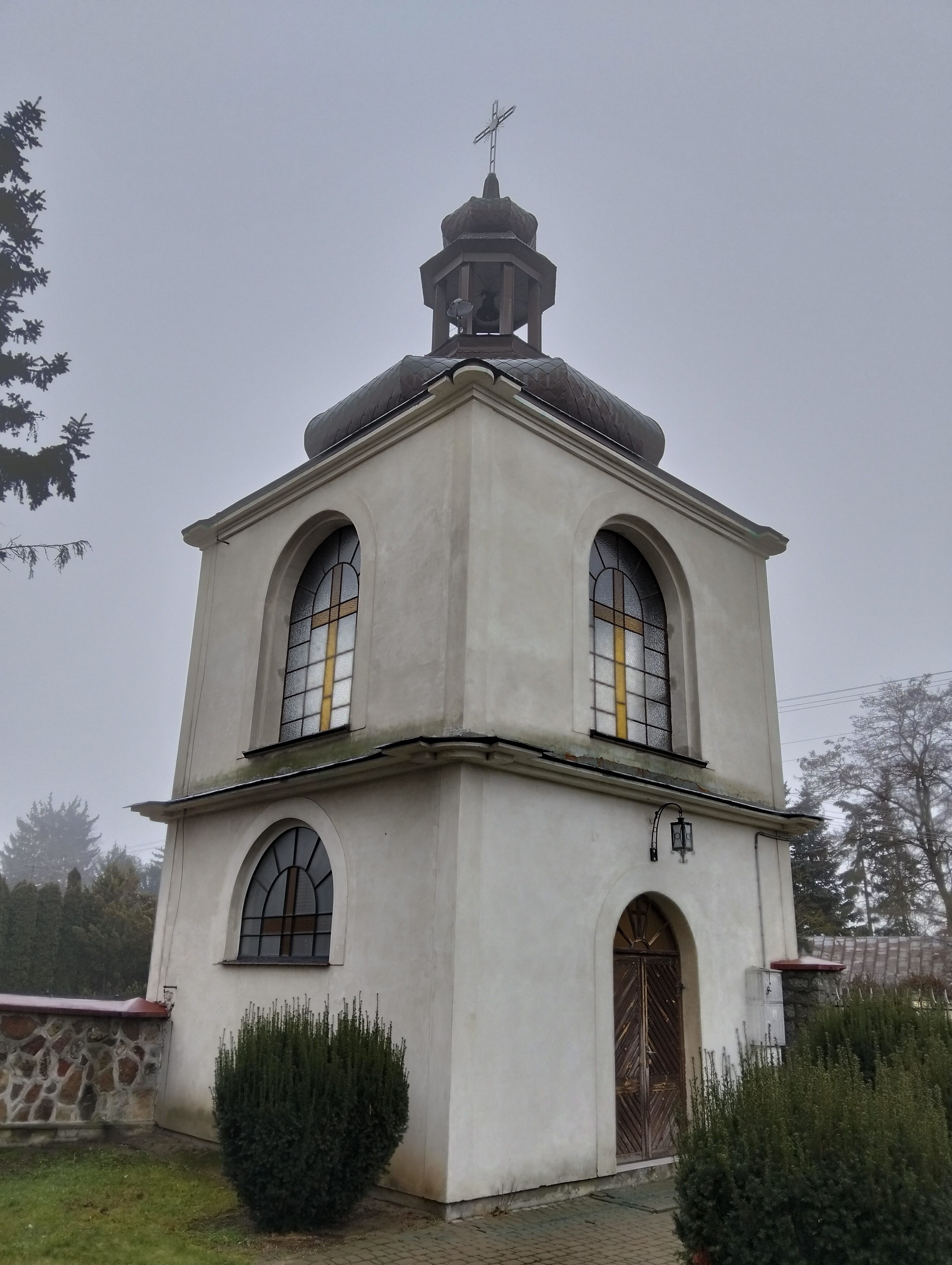
Kostnica z dzwonnicą

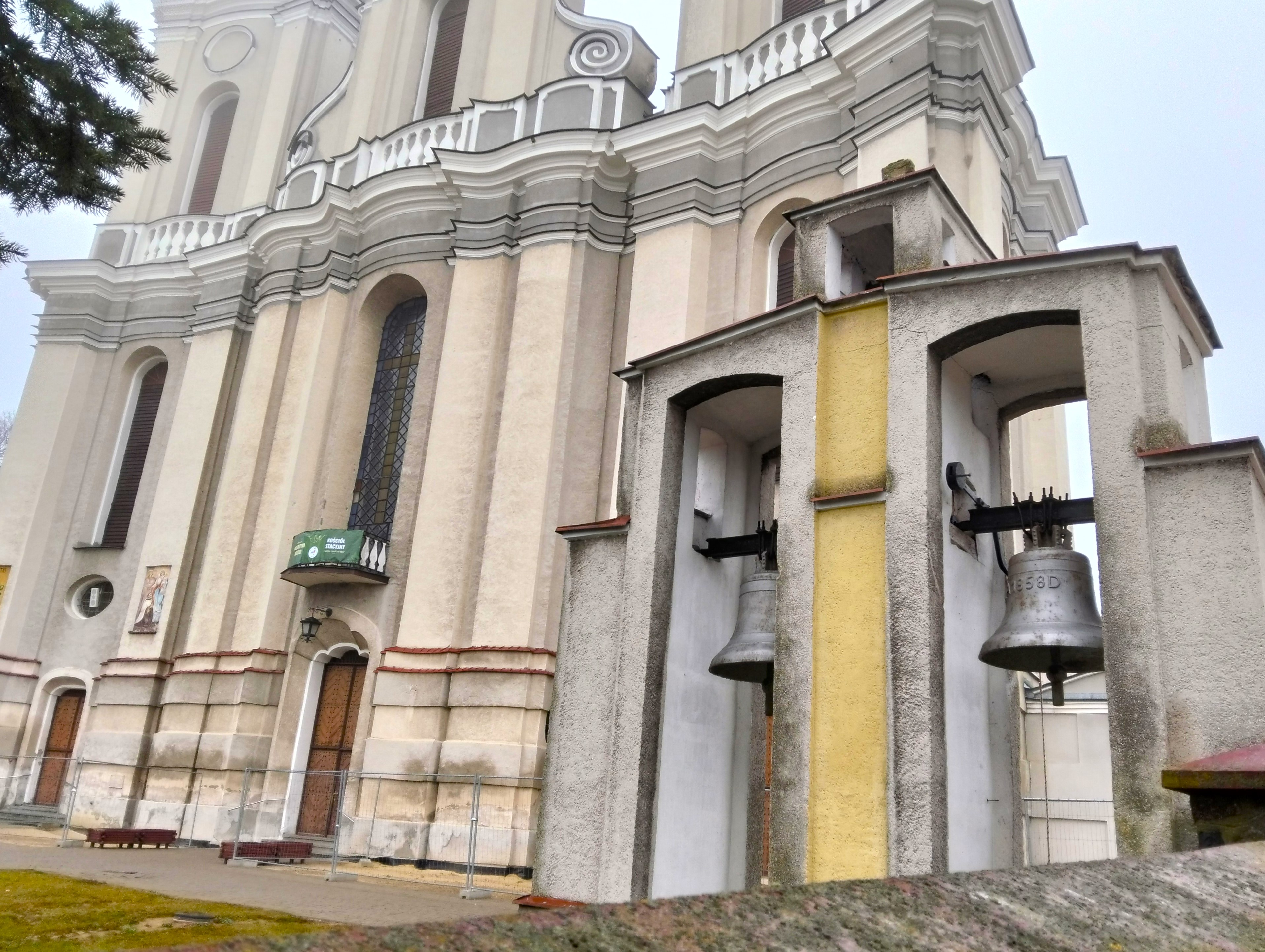
Dzwonnica parawanowa z 1958

Kościół wraz z zakrystią jest budowlą XVII-wieczną, natomiast światłocieniowa fasada z wieżami pochodzi z XVIII wieku (1780). Fasada ta wzoruje się na kościele Najświętszej Maryi Panny w Einsiedeln oraz jego przetworzonych formach obecnych w lwowskich realizacjach Bernarda Meretyna, w szczególności unickiej katedrze św. Jura. Autor koncepcji nie jest znany. Mógł nim być ksiądz Jan Ciołkoszewicz, twórca projektu kościoła pijarów w Łukowie, czy kościoła Zwiastowania Najświętszej Maryi Panny w Żelechowie. Fasada z wieżami stanowi silną dominantę wysokościową w większości parterowej zabudowie wsi oraz równinnym krajobrazie okolicy.
Obiekt nigdy nie został w pełni wyposażony z powodu złej sytuacji Polski w końcu XVIII wieku. Cenny jest późnobarokowy zespół ołtarza głównego oraz dwóch ołtarzy bocznych malowanych w imitację marmuru, bogato srebrzonych i złoconych. W ołtarzu głównym umieszczono cudowny obraz Matki Bożej. Pod nim znajduje się obraz ukazujący przekazanie przez Maryję szkaplerza św. Szymonowi Stock. Malowidła uzupełnia program rzeźbiarski (święci, a w zwieńczeniu Bóg Ojciec i Duch Święty). W ołtarzach bocznych widnieją przedstawienia św. Antoniego i Eliasza oraz rzeźby świętych Cyryla, Telesfora i Alberta oraz anioła. W nawach bocznych posadowiono ołtarze św. Jana Nepomucena (w podziemiach jest studzienka), św. Elżbiety Węgierskiej, Przemienienia Pańskiego (obecnie Kleeberczyków) oraz Męki Pańskiej (w kaplicy pod tym wezwaniem). Rokokowa ambona pochodzi najpewniej z drugiej połowy XVIII wieku.
Poważny remont kościoła nastąpił po 1856, a następny po powrocie karmelitów, za czasów przeora Goląki, czyli w latach 1924–1930. Kolejnych napraw dokonano w latach 1934–1935 (wyremontowano wówczas dach i otynkowano bryłę z zewnątrz i wewnątrz). Świątynia i klasztor doznały poważnych uszkodzeń we wrześniu 1939, podczas działań kampanii wrześniowej i bitwy pod Kockiem. Zniszczono wtedy dach, w murach powstały wyrwy po pociskach, podziurawiono wieże, uszkodzono ołtarze i zniszczono organy. Do odbudowy przystąpiono po zakończeniu okupacji niemieckiej. Dodano polichromię w kaplicy Męki Pańskiej (polichromii dla całej świątyni nie zatwierdził konserwator zabytków). W 1952 restauracji podległy ołtarze, organy i ambona. W dniach 8–9 sierpnia 1952 huragan powalił wierzchołek prawej wieży na dach kościoła (nie doszło do przebicia sklepienia). W 1953 naprawiono szkody i wyremontowano obie wieże. W 1958 zawieszono w nowej, parawanowej dzwonnicy specjalnie odlane dzwony (poprzednie zrabowali Niemcy w 1941). Generalny remont przeprowadzono przed koronacją obrazu Matki Bożej (1982). Wykonano wówczas polichromię autorstwa Ludwika Maciszewskiego, jak również odnowiono złocenia ołtarzy i ambony.
Od strony północnej kościoła stoi współczesny, piętrowy budynek klasztorny. Od frontu oraz strony zachodniej świątynię i klasztor otacza cmentarz kościelny odgrodzony od ulicy ażurowym ogrodzeniem z trójprzęsłową bramą (w południowo-wschodnim narożu nekropolii zbudowano współczesną kostnicę z dzwonnicą). Zabudowania gospodarcze i ogrody istniały dawniej na północ i wschód od budynków konwentu.

## Obraz

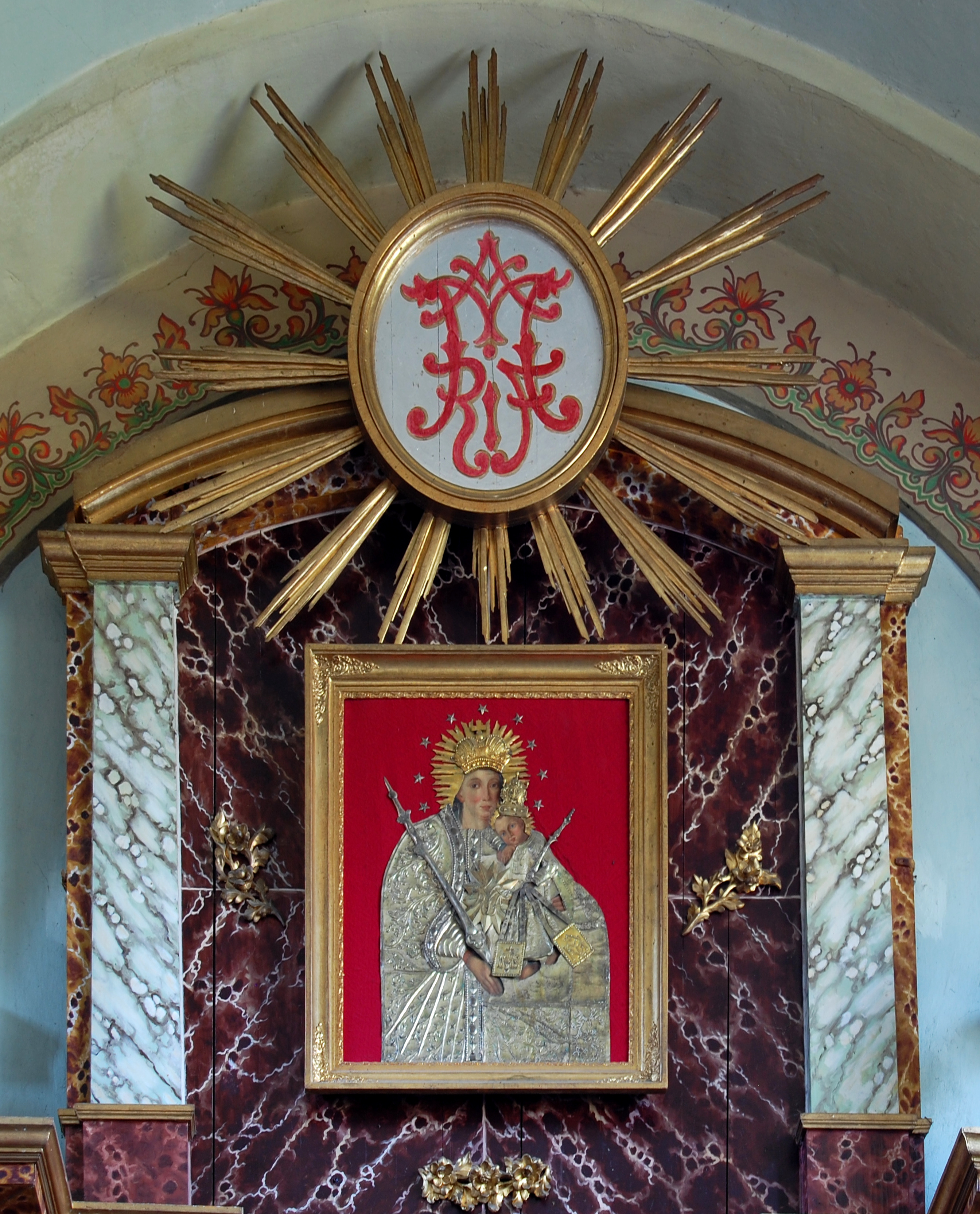
Obraz

Łaskami słynący obraz Matki Bożej Gułowskiej w typie Hodegetria ma wymiary 122 × 85 cm. Namalowano go tłustą temperą na desce lipowej. Półpostać Maryi trzyma na lewym ręku Dzieciątko. Jest ubrana w ciemnoczerwoną suknię ze złotymi lamówkami. Ma odsłonięty lewy bark i głowę skłonioną lekko w stronę Jezusa. Na głowie ma niebieskoszary welon. Twarz jest pełna, nie przypomina surowych Madonn bizantyńskich. Dzieciątko ukazano całopostaciowo, jako siedzące na ręku i opierające stopy o płaszcz Maryi, ubrane w beżowożółtą sukienkę, z miłą, ale poważną twarzą. Obraz konserwowano w 1969. Podczas tych prac wykryto, że wizerunek był przemalowany z zachowaniem oryginalnych kolorów. Aureola nad głową Matki Bożej i prawa ręka Maryi zostały przestrzelone podczas walk w 1939.
Cuda dokonane przez Maryję poświadczają wota i fundacje. Należą do nich m.in. okrągła tablica od wojewodziny Czernichowskiej, jedna ze 146 zachowanych tablic wotywnych. Jedna z nich pochodzi z 1831 (za uratowanie życia, gdy spłoszyły się konie), a inna z 1835, od Petroneli Wittichowej. Ojciec Alojzy Fridrich zapisał wzmiankę o cudownie uzdrowionej w 1892 Annie Łoginow, córce prawosławnego strażnika. Feliks Kardasz uważał za cudowne uratowanie rodziny z płonącego schronu podczas bitwy pod Kockiem (1939).
Obraz koronowano 5 września 1982 o godzinie 12:00. W uroczystościach brali udział m.in. prymas Józef Glemp, arcybiskupi Bronisław Dąbrowski i Henryk Gulbinowicz, generał Zakonu Braci Najświętszej Panny z Góry Karmel, Benitius Egberink, generał paulinów, Józef Płatek, a także inni biskupi. Uroczystość była największym zgromadzeniem ludności w historii Woli Gułowskiej.